# Saint-Gervais-d’Auvergne
Saint-Gervais-d’Auvergne – miejscowość i gmina we Francji, w regionie Owernia-Rodan-Alpy, w departamencie Puy-de-Dôme.
Według danych na rok 1990 gminę zamieszkiwało 1419 osób, a gęstość zaludnienia wynosiła 30 osób/km² (wśród 1310 gmin Owernii Saint-Gervais-d’Auvergne plasuje się na 150. miejscu pod względem liczby ludności, natomiast pod względem powierzchni na miejscu 47.).